# Vlak softverskih izdanja
Vlak softverskih izdanja (eng. software release train) je oblik rasporeda softverskih izdanja. Pojam je iz programskog inženjerstva. 
U ovom obliku izdanja nekoliko različitih nizeva verzioniranih softverskih izdanja objavljeni su kao nekoliko "vlakova" po redovnom, prethodnom planiranom rasporedu. Općenito za svaku proizvodnu liniju djeluje nekoliko raznih vlakova izdanja u nekom vremenu, pri čemu se svaki vlak miče od početnog izdanja k mogućoj zrelosti i povlačenju prema prethodno planiranom rasporedu. Korisnici mogu vršiti pokuse s novim vlakom izdanja prije nego što ga se prihvati za proizvodnju. Time im se omogućuje eksperimentirati s novijim, "sirovim" izdanjem prije proizvodnje. U isto vrijeme mogu nastaviti slijediti vlakove prijašnjih točkastih izdanja (eng. point release) za njihove proizvodne sustave, prije nego što se prijeđe na novi vlak izdanja kad taj uđe u fazu zrelosti proizvoda.
Ciscova softverska platforma IOS mnogo je godina rabila raspored vlakova izdanja koji je sadržavao različite vlakove. Nedavno su još neke platforme usvojile model vlakova izdanja, među ostalim Eclipse, LibreOffice i VMWare.

## Vanjske poveznice
- Document Foundation release plan for LibreOffice, prikazuje vlakove izdanja